# Tiên Phương
Tiên Phương là một xã thuộc huyện Chương Mỹ, thành phố Hà Nội, Việt Nam.

## Địa lý
Xã nằm gần trung tâm của huyện, phía Đông Nam giáp thị trấn Chúc Sơn, phía Đông giáp xã Phụng Châu, phía Nam giáp xã Ngọc Hòa, phía Tây giáp xã Phú Nghĩa, phía Bắc giáp xã Tân Hòa (huyện Quốc Oai).
Địa hình xã một nửa là đồng bằng, một nửa là vùng đồi (một phần của dãy đồi đất cao khoảng 80m chạy dọc lên Quốc Oai).
Xã có diện tích 3,19 km², dân số năm 2005 là 12.672 người, mật độ dân số đạt 3.972 người/km².
Xã có 5 thôn: Cao Sơn, Quyết Tiến, Đồng Nanh, Tiên Lữ, Sơn Đồng.

## Di tích - Danh thắng
- Chùa Trăm Gian